# Círculo de Abeibara
Abeibara es una subdivisión administrativa (cercle o círculo) de la región de Kidal, en Malí. En abril de 2009 tenía una población censada de 10 296 habitantes y estaba formada por las siguientes comunas o municipios, que se muestran igualmente con población de abril de 2009:
- Abeïbara 4,549
- Boghassa 3,378
- Tinzawatène 2,369[1]